# ビール列車
ビール列車（ビールれっしゃ）は、車内でビールが提供され、利用者が自由に飲むことができる列車。

## 概要
多くの場合、団体専用列車・貸切列車の形態をとっており、あらかじめ利用者を募集し、特定の区間を運行する。特定の目的地への移動のため臨時列車として運行される例もあるが、多くの場合は貸し切り車両として特定の区間を往復する形態で運行される。運行中、利用者は車内でビールが飲み放題となる。おつまみも提供されることもあるほか、利用者自身が食べ物を自由に持ち込むことができる場合が多い。夕方から夜にかけて運行されることが多いが昼に運行されることもある。
使用される車両が電車の場合、ビール電車と呼ぶこともある。京浜急行電鉄など電車を使用している場合でも、あえて「列車」として表現することがある。
また、ビール列車と同様の運行形態・利用形態で、ワインや日本酒などビール以外の酒類を自由に飲むことができる列車も運行されている（例：,）。

## 2022年の主な運行事例
- 札幌市交通局「札幌ビア市電」（星野リゾートによる運営）[2]
- 関東鉄道「関鉄ビール列車」[3]
- 秩父鉄道「SL秩父麦酒号」[4]
- 小湊鉄道「夜トロ」[5]
- 京急電鉄「キリンビール列車」
- 岳南電車「ビール&肉電車」（延期という形で運行未定）[6]
- 豊橋鉄道「納涼ビール電車」[7]
- 阪堺電気軌道「モ161形車でアサヒビールの生ビール飲み比べ」（車庫の中での開催）[8]
- JR四国「夕涼みビールトロッコ」[9]